# 索拉里斯星 (1972年电影)
《索拉里斯星》（俄語：Солярис）是一部蘇聯電影大師安德烈·塔尔科夫斯基的电影。改編自波蘭小說家史坦尼斯勞·萊姆於1961年的同名科幻小說。
电影主要讲述人类面对未知星球索拉里斯，所透露出对人类自身的迷惘和对人类内心探索的厚重哲学思考。
《索拉力星》亦在2002年被美國導演史蒂芬·索德柏改編成同名電影。

## 主要人物
- Donatas Banionis（英语：Donatas Banionis） 飾 克里斯·凯尔文（Kris Kelvin），心理学家
- Vladislav Dvorzhetsky 飾 安里·伯顿（Anri Berton），飞行员
- Sos Sargsyan（英语：Sos Sargsyan） 飾 吉巴里安（Dr. Gibarian），太空站心理学家
- Jüri Järvet（英语：Jüri Järvet） 飾 斯羅特（Dr. Snaut），太空站科学家
- Anatoly Solonitsyn（英语：Anatoly Solonitsyn） 飾 薩特瑞斯（Dr. Sartorius），太空站生物学家
- Natalya Bondarchuk（英语：Natalya Bondarchuk） 飾 哈莉（Hari），凯尔文之亡妻

## 电影情节

### 第一部
索拉里斯星被第一次探索，人类宇航员声称在黏稠的雾气和异星的海洋中发现了以粘土形式存在的地球上的动物和植物；然而科学家们组成的委员会认为那一切都是幻境。即便如此，人类对索拉里斯仍然毫无了解，无论形成的所谓“索拉里斯学”，亦或一切猜测，都无法得到印证或否认。因而对索拉里斯的探索陷入极度的困境，热情减退，太空站从昔日八十五人逐年减到了三人。
圍着索拉里斯公轉的太空站突然與地球失去聯略，太空人心理學家凯尔文·克里斯被派遣至太空站了解情况。当他到达时，发现太空站内一片狼藉，种种异象发生，太空站似乎并不欢迎他的到来。斯罗特坚称太空站上只有三人，亦对其余一切讳莫如深。他告知驻扎太空站的心理学家吉巴里安已经自杀，并模糊地提醒凯尔文，“听着，这里只有我们三个：你，我和萨特瑞斯。…如果你看见不同寻常的事情，除了是我和萨特瑞斯，请尽量保持清醒的头脑。…我们不在地球上。”
凯尔文回到自己房间，又走出去来到吉巴里安的房间，其门口纸片上画着一个脖子上拴着绳子的红色小人，下面写着：“人类（чЕЛОВЕК）”。吉巴里安的房间内一片混乱，凯尔文通过录像机得知吉巴里安生前留下的录像。录像中，吉巴里安说，“我想你了解了这里发生的一切…这可能只是一个开始；但那很可能会发生在，你和其他人的身上，或许会发生在任何人身上。不要以为我失去了理智…”吉巴里安甚至建议，如果没有任何办法，为了打破僵局，甚至可以选择毁灭索拉里斯星。屋外传来一串铃声，凯尔文关掉录像机，望向深深的黑色窗外，带走了房间桌上的金属手枪。路过斯罗特房间时，斯罗特看着他不安地停留一阵。
凯尔文继续走到一个有着众多黑色洞口窗户的环形房间，四处打望。他敲开生物学家萨特瑞斯的门，后者依然戒备，不让他进入房间。谈话的结尾，萨特瑞斯的房间内跑出一个上下身不协调，似乎是人类的可怜怪物，萨特瑞斯慌忙将其藏起来，不再对谈。此时凯尔文望向窗外索拉里斯的神秘大洋，忽然发现太空站内出现一名女子，从他背后走去，走向一间房间。他打开房间，里面冷冻着吉巴里安的身体。凯尔文回到斯罗特的房间，继续盘问太空站上究竟发生了什么。“神经病？你根本不知道这里发生了什么，那是一种祝福…”斯罗特如此回答。凯尔文越发不安。
不久，他的房间内出现了他十年前死去的妻子哈莉，向他温柔地走来。凯尔文几乎要失去理智，于是让她留在房间，独自走出。到此，索拉里斯第一部结束。

### 第二部
凯尔文带着妻子走进载人火箭发射器房间，将妻子锁进火箭，发射向了索拉里斯星。他待在房间内看着火箭完成发射，而喷射的烈焰灼伤了他的身体。他此时方从斯罗特得知，原来星球本身具有強大的能量，環繞的雾气像海洋般包覆著它並製造異象，让每个人类的心理形象物质化，甚至是从未经历过，仅仅存在想象中的内容。而那些内容，是不存在情感的。
夜晚，凯尔文的妻子再次出现在他的房间里，脱下衣服，和他温柔地睡在一起。凯尔文醒来，抱着妻子的衣服走出房间，身后的们却突然传来奇异的声响，哈莉破门而出，浑身是血和伤。哈莉对凯尔文百般依赖，凯尔文内疚下将她抱上床去，取出药物为她擦拭。而萨特瑞斯打电话来，叫他过去一趟；他便将她带到斯罗特和萨特瑞斯面前说，“这是我的妻子。”而萨特瑞斯两人表现得如一开始一般冷漠，试图提醒他，那不是真实的人类。萨特瑞斯冷酷地建议，从她身上取一点血，“那会让你更清醒一些”。凯尔文坚持她是活生生的人，而萨特瑞斯对道，“我觉得这些实验，比在野兔身上试验要仁慈得多。你不赞同吗？”
大洋的波浪继续幻动着，凯尔文向他的妻子展示他生活的录像，他的童年，霜红的秋叶，静静的湖泊，房子，母亲，父亲，篝火，望不到尽头的黑色树林，雪地里的灌木丛和抱着的狗，和含着爱和笑的妻子...凭空出现的哈莉说，“我一点也不了解我自己…我闭上眼时，想不起你的脸。…”凯尔文和妻子在对话中逐渐回忆起发生过的，一两件无关紧要的小事。
斯罗特半夜来到他的房间，此时告知他，想用X光传输他们的思想，扫描凯尔文的大脑，传递给索拉里斯海洋。否则，就用之前提到的中微子毁灭哈莉；并约定到图书馆，因为那里没有窗户，看不到索拉里斯海洋。半睡的哈莉听到了一切。凯尔文离开房间，又突然抛下斯罗特急切地回到妻子身边，恳切地说，“对不起”。而此时，哈莉突然说，我不是哈莉，哈莉死了，她服毒自杀的，而我不是。凯尔文说起他妻子的死，太空站上的哈莉流下了痛苦的眼泪。
图书馆的长谈中，三人对人类做出三种不同的阐述，冷静地了解自身，或冷静地了解外界，或感性地，展现人本身的人性。三人的讨论并不激烈，却有古典式的沉缓和厚重。对此塔可夫斯基提出的是一个关于人本身的命题，即人应当如何选择。紧接着故事急转直下，太空站已不能维持自身运转，即将失重，并向索拉里斯的海洋漂去......凯尔文最终离开太空站，看见自己在不舍和纠缠中回到了录像机录影的那个湖边和小屋，他的父亲在等待他。

## 评论
此片被誉为和史丹利·庫柏力克的“2001太空漫游”同样伟大的两部太空史诗影片。然而史坦尼斯勞·萊姆并不认同塔可夫斯基的电影，这是二人对此作品根本上的思想差异所造成的。
影片通过典型的俄式美学镜头所描述的人的内心挣扎和相互欺瞒，其实相化的形式将此展现得淋漓尽致。
“在这里，庸人和天才都一样毫无价值，我们没有兴趣征服宇宙，我们想把地球延伸到宇宙的边界…我们不需要宇宙，我们需要一面镜子…人类，需要人类。”
塔可夫斯基通过影片提出两个观点：人类未能处理好自身的问题，就不应当探索外部；或人类应当探索外部，忽略人性。然而哈莉，却提出第三种观点：凯尔文比你们更有人性，而我快变成人了。在冷战时代，他面临的问题是严峻的对人的拷问，在这种情形下，人对外界的探索能力丧失意义，导演回到了人类本身。